# Eberhard Hopf
Eberhard Frederich Ferdinand Hopf (Salzburgo, 4 de abril de 1902 — Bloomington (Indiana), 24 de julho de 1983) foi um matemático e astrônomo austríaco.
Foi um dos fundadores da teoria ergódica e um pioneiro da teoria da bifurcação, com contribuições significativas a equações diferenciais parciais, equações integrais, dinâmica dos fluidos e geometria diferencial. O princípio do máximo de Hopf foi estabelecido pelo mesmo em 1927, sendo fundamental na teoria das equações diferenciais parciais elípticas.

## Biografia
Nascido na Áustria, sua carreira científica desenvolveu-se na Alemanha e Estados Unidos. Doutoramento em matemática em 1926 e habilitação em astronomia matemática em 1929, pela Universidade Técnica de Berlim.